# 聖書の霊感と権威
聖書の霊感と権威（せいしょのれいかんとけんい）は、ウォーフィールドの著書。十全霊感、言語霊感を主張しており、この立場は聖書の無誤性に関するシカゴ声明に受け継がれている。聖書論について学ぶものは、ウォーフィールドの論証を避けて通れないと言われる。
日本プロテスタント聖書信仰同盟が聖書信仰の聖書観を明らかにするために出版した尾山令仁著『聖書の権威』は、第二テモテ3:16の聖書の霊感（ギリシャ語:セオプニューストス）について、ウォーフィールドを引用し、神の息によるとは、神の息（霊）の創造的産物という意味であると説明している。宇田進著『現代福音主義神学』もウォーフィールドに同意し、これを聖書全体の「神的起源」の表明であるとする。
ウォーフィールドは終焉説をとるが、この聖書観は終焉説をとらない聖霊派、ペンテコステ派、聖霊の第三の波でも承認されている。尾山令仁は同じ聖書観に立つ福音派と聖霊派の一致を強調している。マーティン・ロイドジョンズはこの本を「偉大な本」と呼んでいるが、終焉説は否定している。